# Армстронг, Хелен
Хелен Армстронг (англ. Helen Armstrong; 1875—1947) — канадская борец за права женщин, одна из организаторов Виннипегской всеобщей забастовки.

## Биография
Хелен Джури родилась в Онтарио. Её отец, Альфред Фридман Джури, был успешным портным, лидер рабочего движения, лоббист и организатор группы Рыцари труда. Хелен была старшей дочерью среди 10 детей. Она работала швеёй в магазине отца и слушала политические дискуссии его группы. Хелен Джури вышла замуж за Джорджа Армстронга в 1897 году в Бутте, Монтана, куда она уехала в поисках работы. Семья много переезжала. Когда они жили в Нью-Йорке Хелен вступила в Национальную ассоциацию борьбы за женское избирательное право. Она была арестована после того как приковала себя к ограде Белого дома. Когда Армстронги переехали в Виннипег в 1905 году у них уже было три дочери, через несколько лет у них родился сын Фрэнк. Пока дети были маленькими Хелен занималась домашним хозяйством, а Джордж стал лидером местного движения рабочих. Позже она начала больше участвовать в рабочем движении.
Супруги Армстронг были против участия Канады в 1-й мировой войне. Хелен была единственной женщиной, которая выступала против призыва, она также передавала арестованным за уклонение от службы еду и одежду. Армстронг была арестована за распространение антипризывных памфлетов. Хелен стала организатором женских протестов за равные права, здоровые рабочие условия и уменьшение рабочего дня. Она отстаивала права тысяч женщин Виннипега, которые работали на малооплачиваемых должностях, писала в газеты, местную легислатуру. Армстронг стала президентом Женской трудовой лиги. В 1917 году она организовала профсоюз работниц магазина Вулворта и подговорила их к забастовке. Компания платила всего 6 долларов за 12 часов работы в день 6 дней в неделю. Забастовка привела к увеличению заработной платы на 2 доллара. Армстронг также была на передовой во время борьбы за установление минимальной заработной платы для женщин в Манитобе и Британской Колумбии.

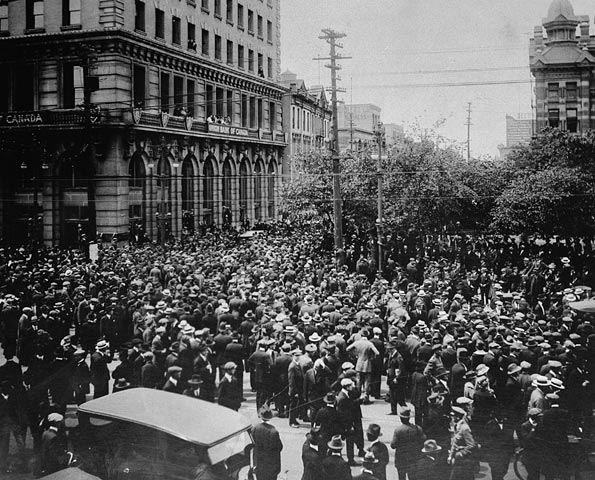
Виннипегская всеобщая забастовка

После возвращения ветеранов Первой мировой войны многие из них не могли найти работу. Хелен Армстронг была членом комитета Виннипегской всеобщей забастовки. 15 мая 1919 года началась забастовка, в которой участвовало около 50 000 работников. Армстронг арестовывали во время забастовки 4 раза. Она была организатором кухни для протестующих.
В 1923 году неуспешно участвовала в выборах в городской совет Виннипега. Когда в 1920-х Джордж Армстронг не мог найти работу в строительстве, семья переехала в Чикаго (в 1924 году), где Хелен начала работать с Джейн Аддамс в Халл-Хаусе. Армстронги вернулись в Виннипег с началом кризиса. В начале 40-х пара переехала в Калифорнию, чтобы жить поближе к одной из дочерей.
Хелен Армстронг умерла 18 апреля 1947 года в Лос-Анджелесе. В 2001 году был снял документальный фильм о её жизни «The Notorious Mrs. Armstrong».